# Lačin (rajón)
Lačinský rajón (ázerbájdžánsky: Laçın rayonu) je jedním z 66 rajónů (okresů) Ázerbájdžánu. Leží na západě země, u hranic s Arménií a zároveň u Náhorního Karabachu. Hlavní a největší město rajónu je Lačin. V roce 2020 měl rajón 78 600 obyvatel. V letech 1992 až 2020 byl ovládán tzv. republikou Arcach, tedy arménskými separatisty. Během druhé války o Náhorní Karabach roku 2020 se dostal zpět pod ázerbájdžánskou kontrolu a na základě příměří mu byl předán. Jediná část okresu, kterou Azerové v letech 2020 až 2023 nekontrolovali, byl tzv. lačinský koridor, kde působili na základě podmínek příměří z roku 2020 mírové jednotky Ruska. Tento koridor byl poslední spojnicí Arménie s Náhorním Karabachem a republikou Arcach.